# Fort Altavilla
Le Fort Altavilla est une fortification du XIXe siècle de la ville d'Ancône, province d'Ancône dans les Marches,. Il abrite aujourd'hui un parc municipal.

## Historique
Au sud de la ville d' Ancône, dans le quartier de Pietralacroce, se trouve le Fort Altavilla, une fortification construite immédiatement après l'unification de l'Italie pour repousser les attaques terrestres et non maritimes, même s'il a été construit non loin des falaises et dans une position dominante sur la mer Adriatique. Le fort est l'œuvre de l'architecte militaire Giuseppe Morando en 1863.

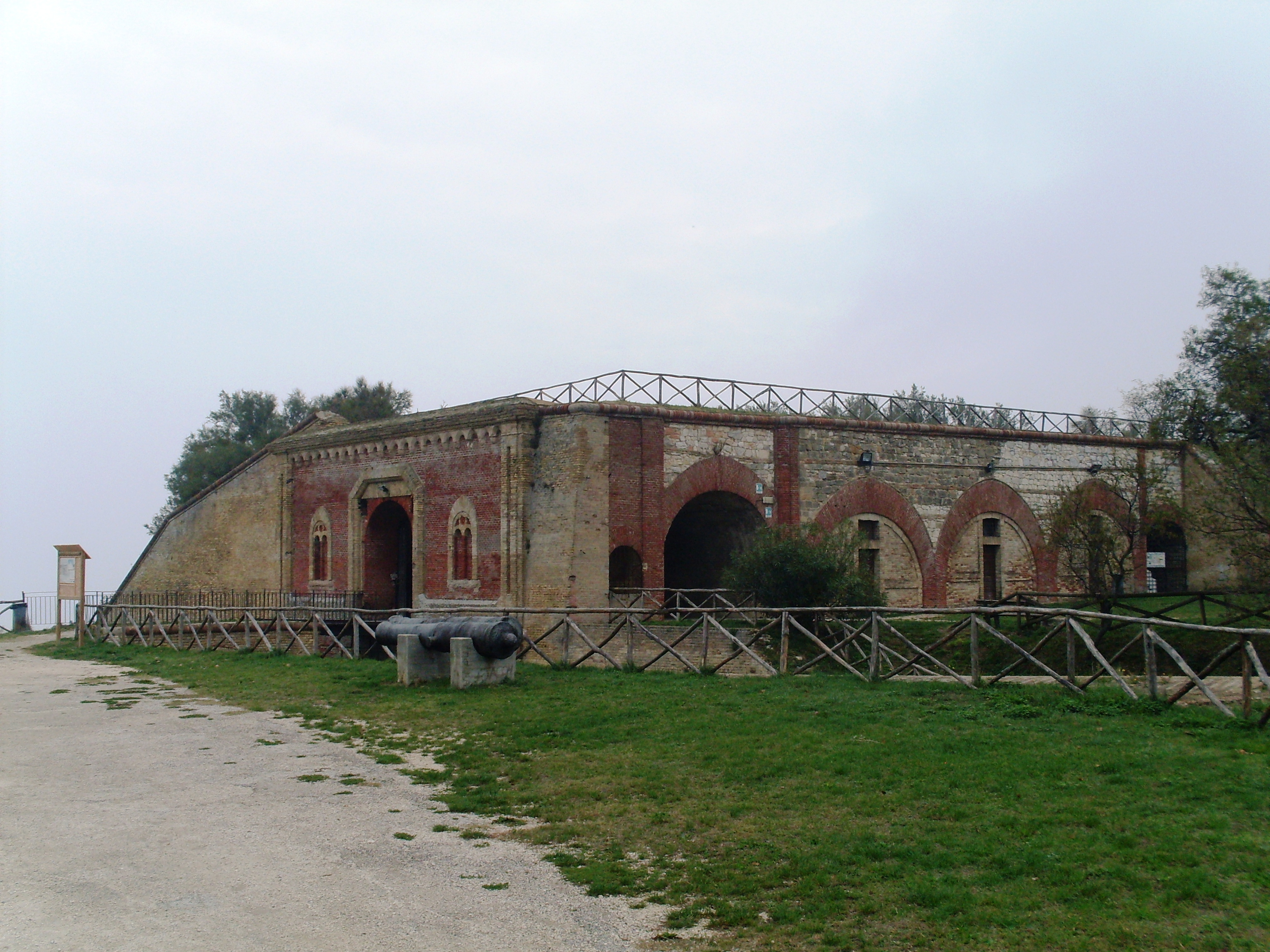
Le fort
Altavilla

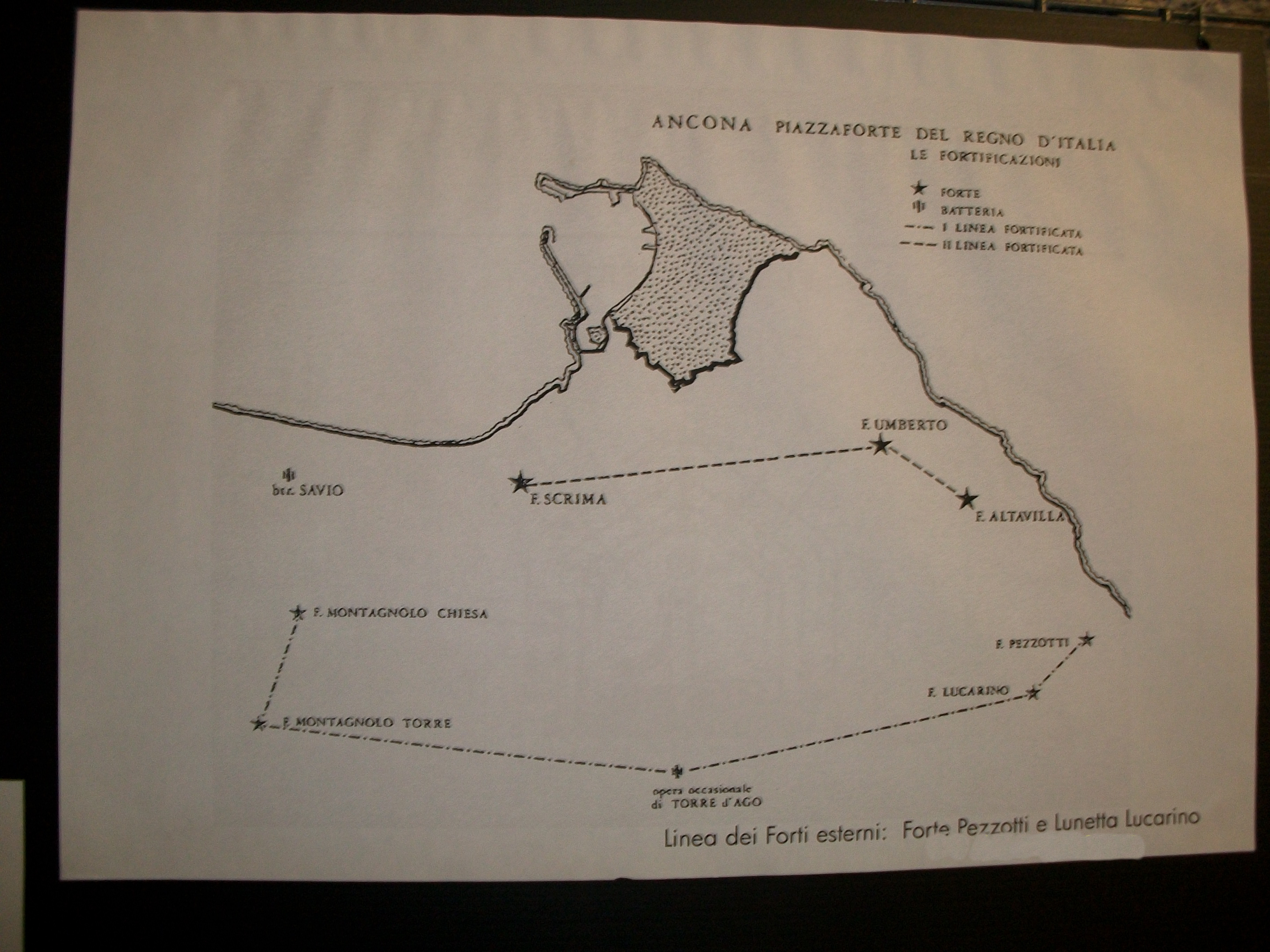
Les trois lignes de défense

Peu de temps après l'unification de l'Italie, d'autres forts furent également construits dans la ville : Ancône avait été déclarée place forte de premier ordre, car elle constituait un carrefour important entre le nord et le sud de l'Italie (Rome était encore aux mains des Papes) et la seule armée portuaire capable d'exercer une fonction anti-Habsbourg (Venise était encore autrichienne) contre d'éventuels débarquements dans la zone située entre Ancône et Rimini. La Citadelle d'Ancône, en cas de guerre, devait éviter une attaque terrestre et maritime de l'empire des Habsbourg : le sort de la ville était considéré comme décisif pour la défense du jeune État italien.
Selon les projets du XIXe siècle, trois lignes de défense ont été créées : la première ligne comprenait les fortifications de Monte dei Corvi, Montacuto, Montedago, Montagnolo ; la deuxième ligne défensive comprenait Fort Altavilla, le Fort Garibaldi voisin (anciennement Fort Umberto) et Fort Scrima ; la troisième ligne était constituée des nouveaux murs de la ville. Ces critères défensifs furent ensuite dépassés lors de la Première Guerre mondiale.

## Description

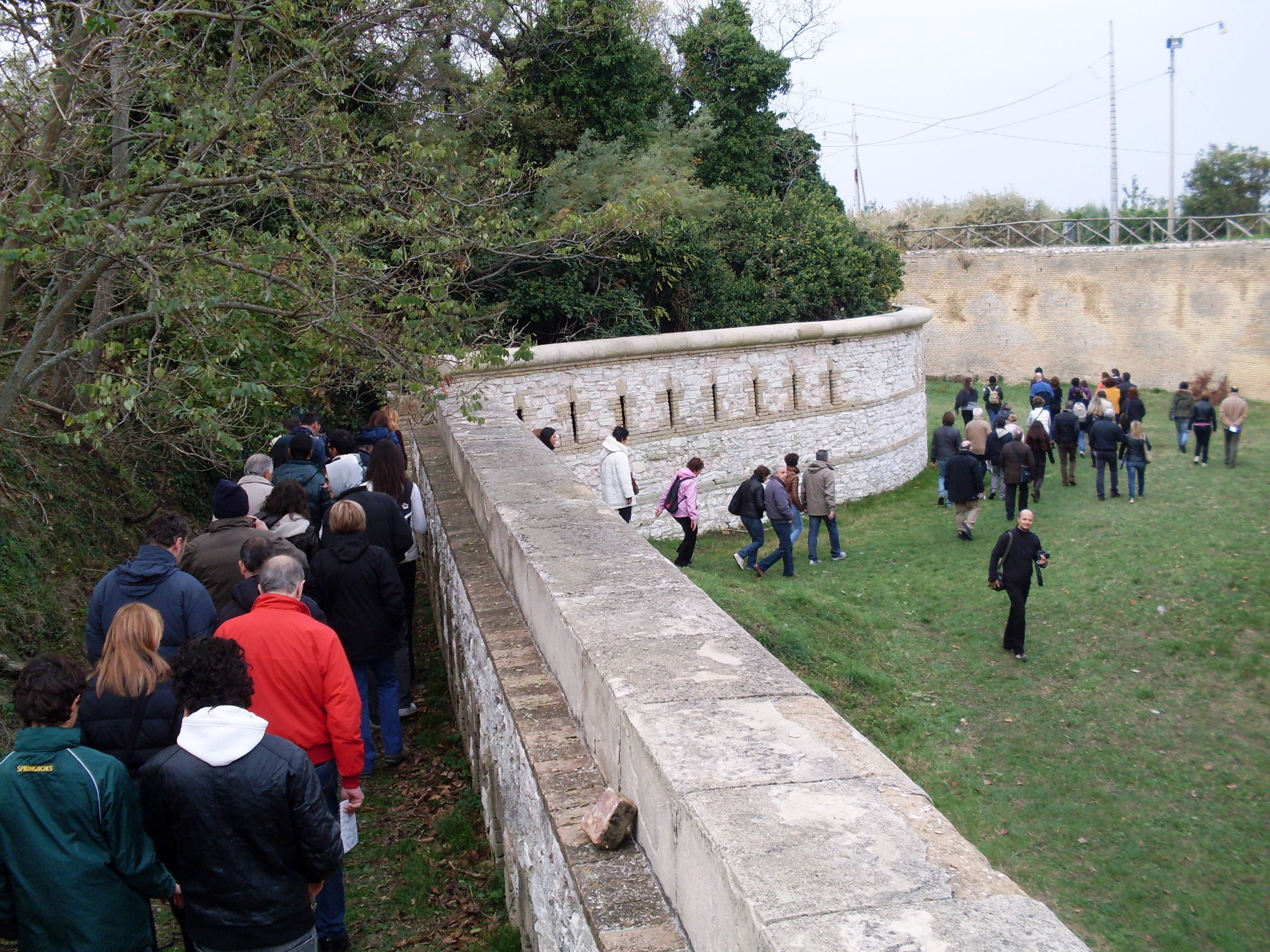
Le fossé et le mur Carnot

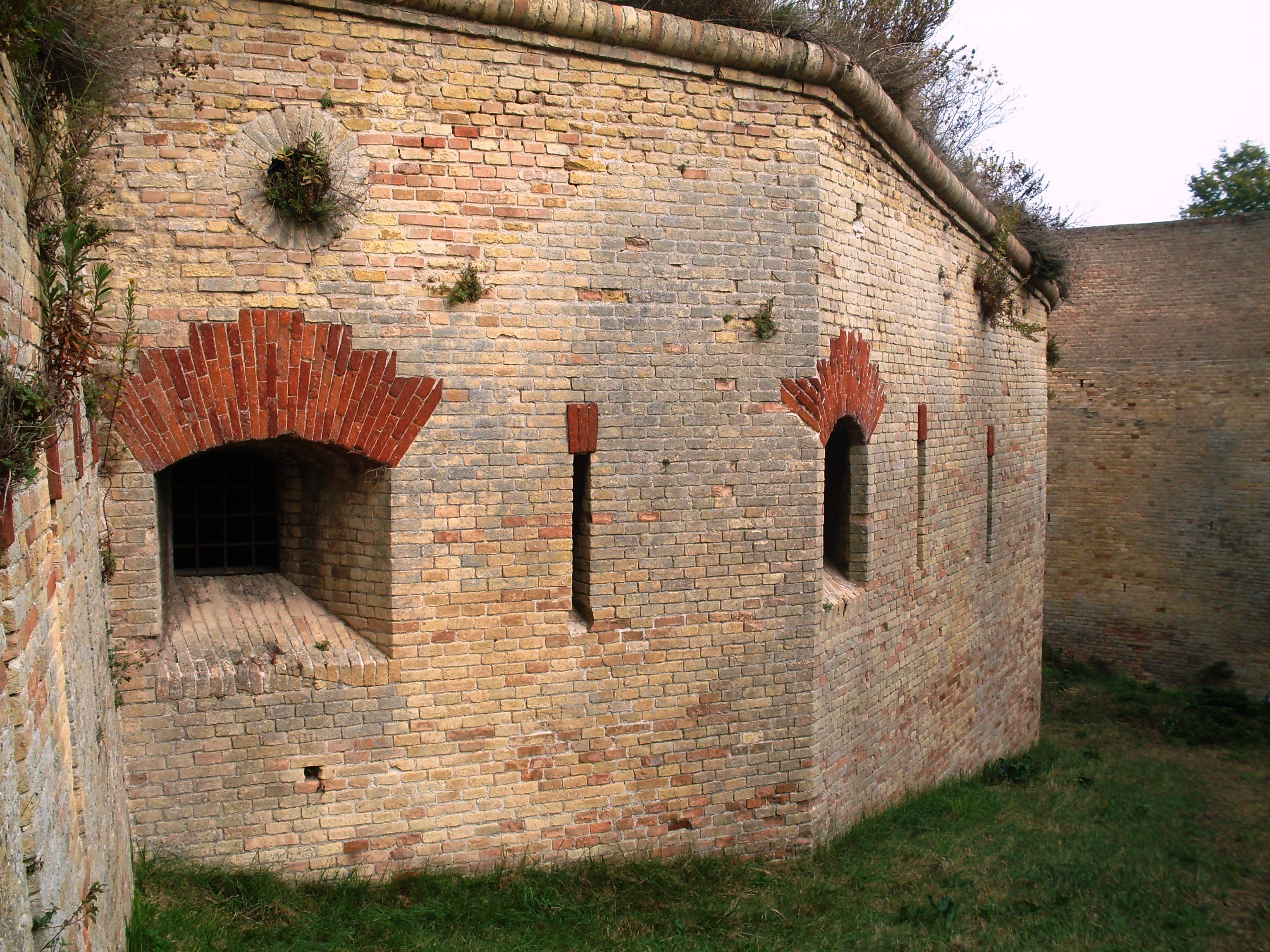
La caponnière côté sud

Le fort est entouré de grandes douves avec des murs en maçonnerie équipés de trois zones de défense équipées de meurtrières :
- des tunnels à sabots (c'est-à-dire creusés sur le périmètre interne du fossé), comprenant des caponnières pour le tir en enfilade et des meurtrières de visée ;
- de tunnels de contrescarpe, c'est-à-dire sur le périmètre extérieur du fossé ;
- de Muro alla Carnot (it) (ainsi appelé par son créateur Lazare Carnot), sur le périmètre intérieur des douves.

L'entrée du fort se faisait en traversant les douves via un pont en maçonnerie et un pont-levis (aujourd'hui remplacé par un pont fixe) ; la galerie d'entrée est courbée pour éviter que la partie interne du fort ne soit frappée directement de l'extérieur. À l'intérieur de la fortification se trouvent des chambres et des tunnels qui mènent aux défenses des douves, salles ouvertes au public uniquement sur demande à adresser au Premier District de la Commune d'Ancône.

## Parc du Fort Altavilla

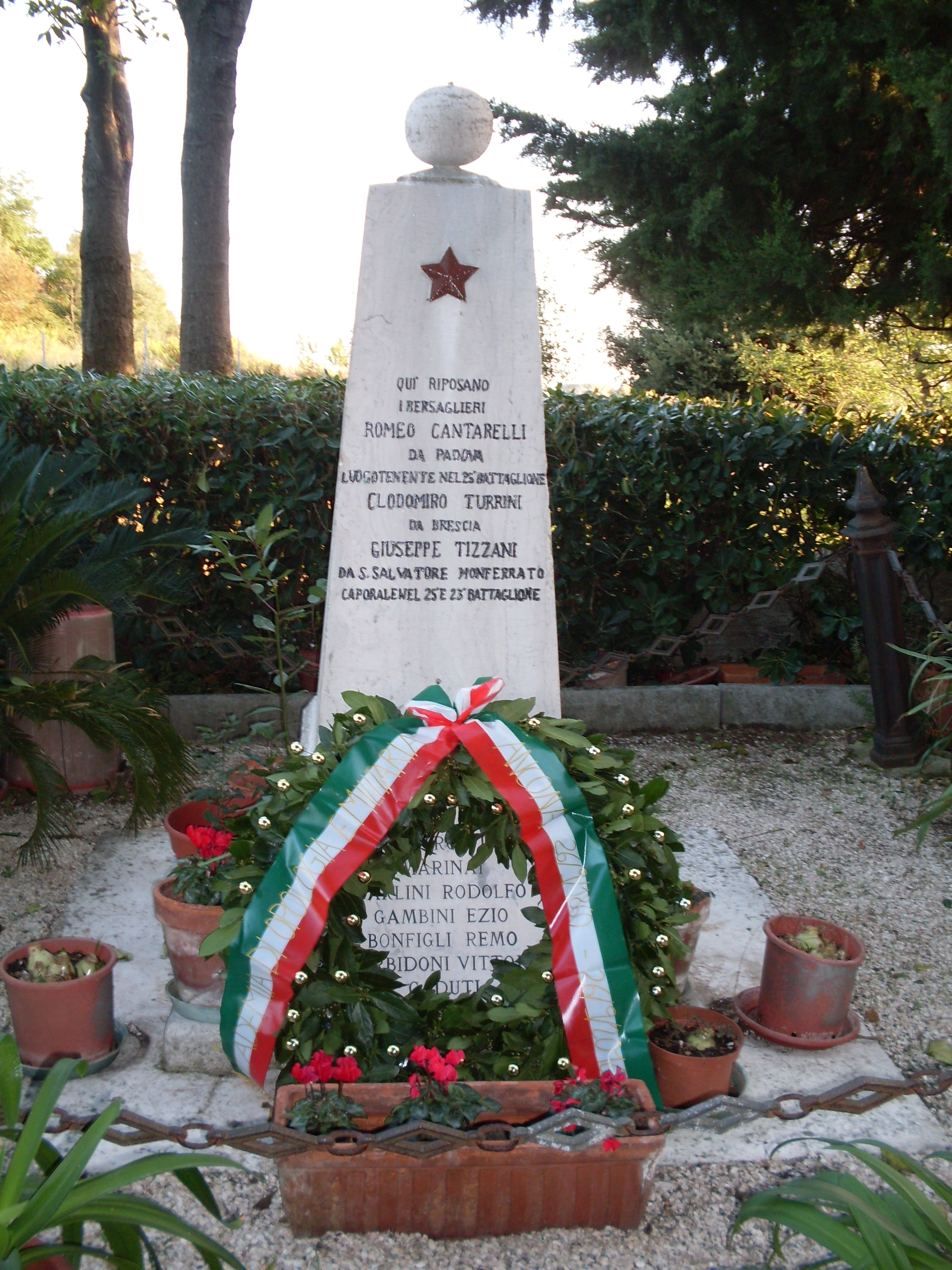
Monument aux morts

Dans les années 1980, le fort a été démilitarisé, récupéré et utilisé comme parc municipal. La présence d'amandiers est caractéristique, témoignage de l'époque où le fort, encore militaire, était cependant utilisé pour les cultures et les potagers.
Le fort est situé dans les limites du Parc naturel régional du Conero. Non loin de la fortification se trouve un petit monument à quelques soldats italo-piémontais tombés lors de la conquête du Monte Pelago voisin, après la bataille de Castelfidardo et avant l'investissement et la prise de la forteresse d'Ancône en septembre 1860. la ville d'Ancône fut attaquée depuis la mer par la flotte commandée par l'amiral Carlo Pellion di Persano et depuis la terre par les troupes du général Manfredo Fanti dans le cadre d'une opération de type "forces conjointes", tandis que la ville d'Ancône était défendue par les troupes papales : celles des Habsbourg et les restes des troupes du général français Louis Juchault de Lamoricière vaincus peu avant à Castelfidardo.

## Galerie

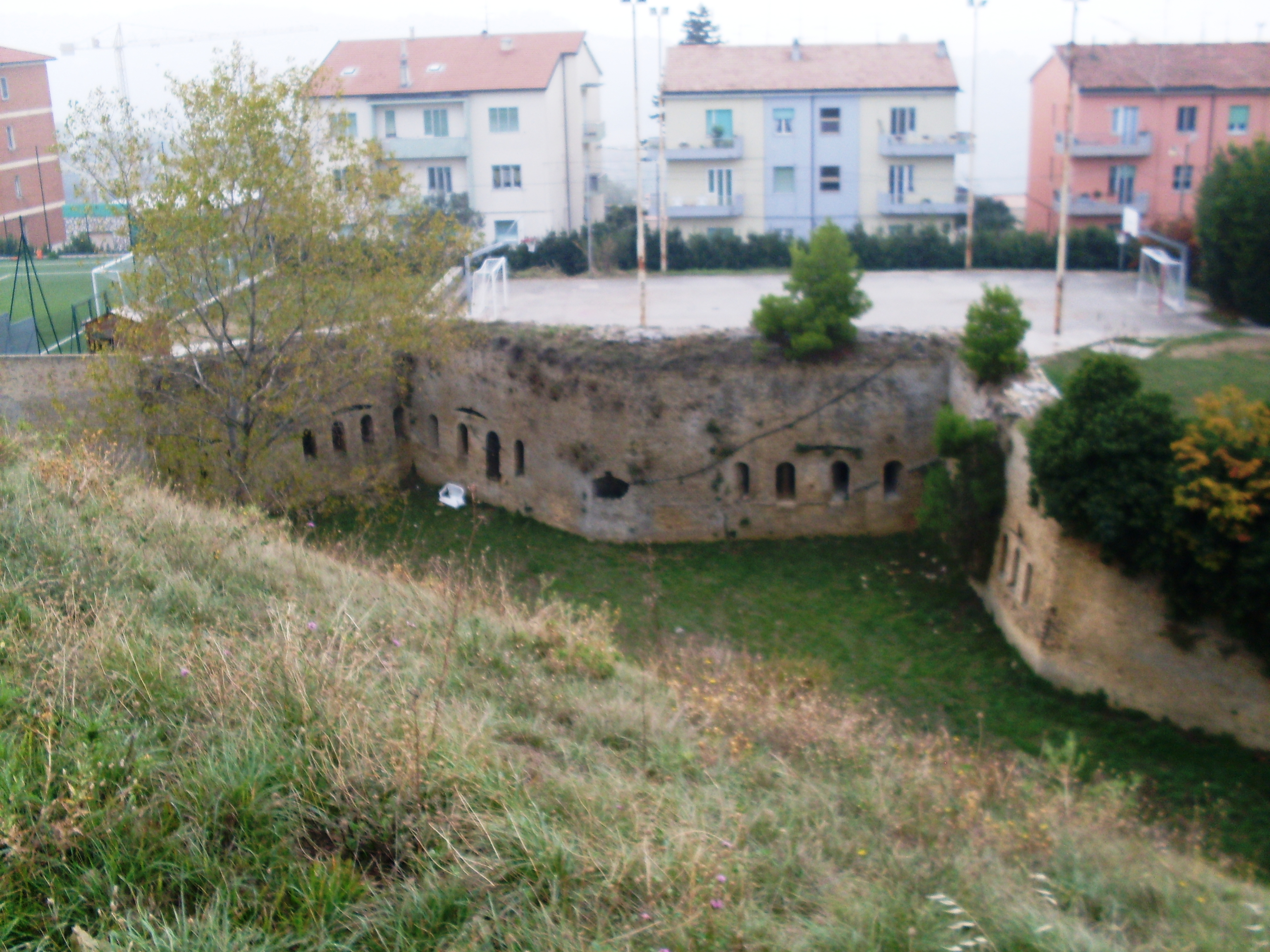
Fossé avec une galerie de contrescarpe
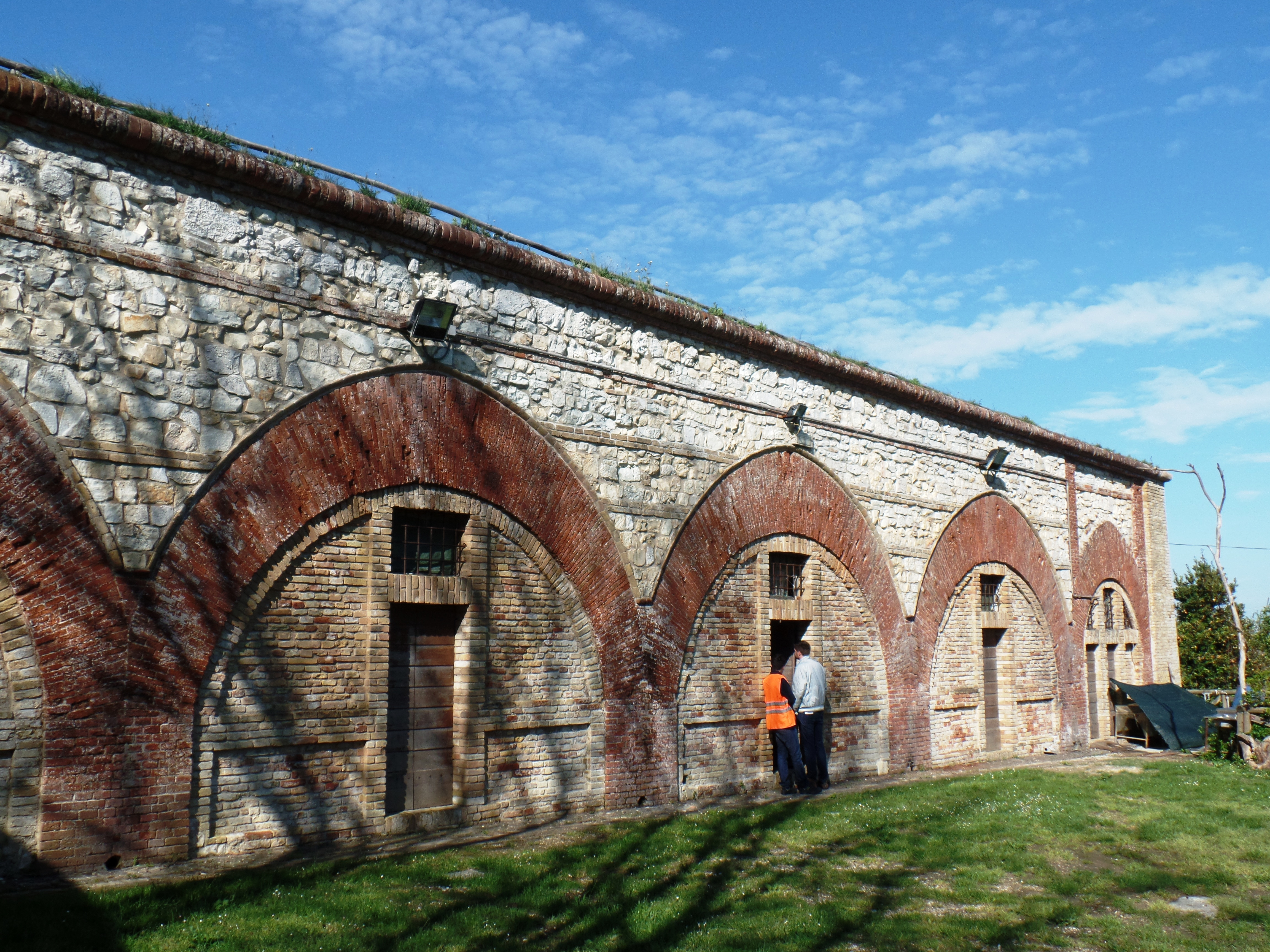
Logement des troupes
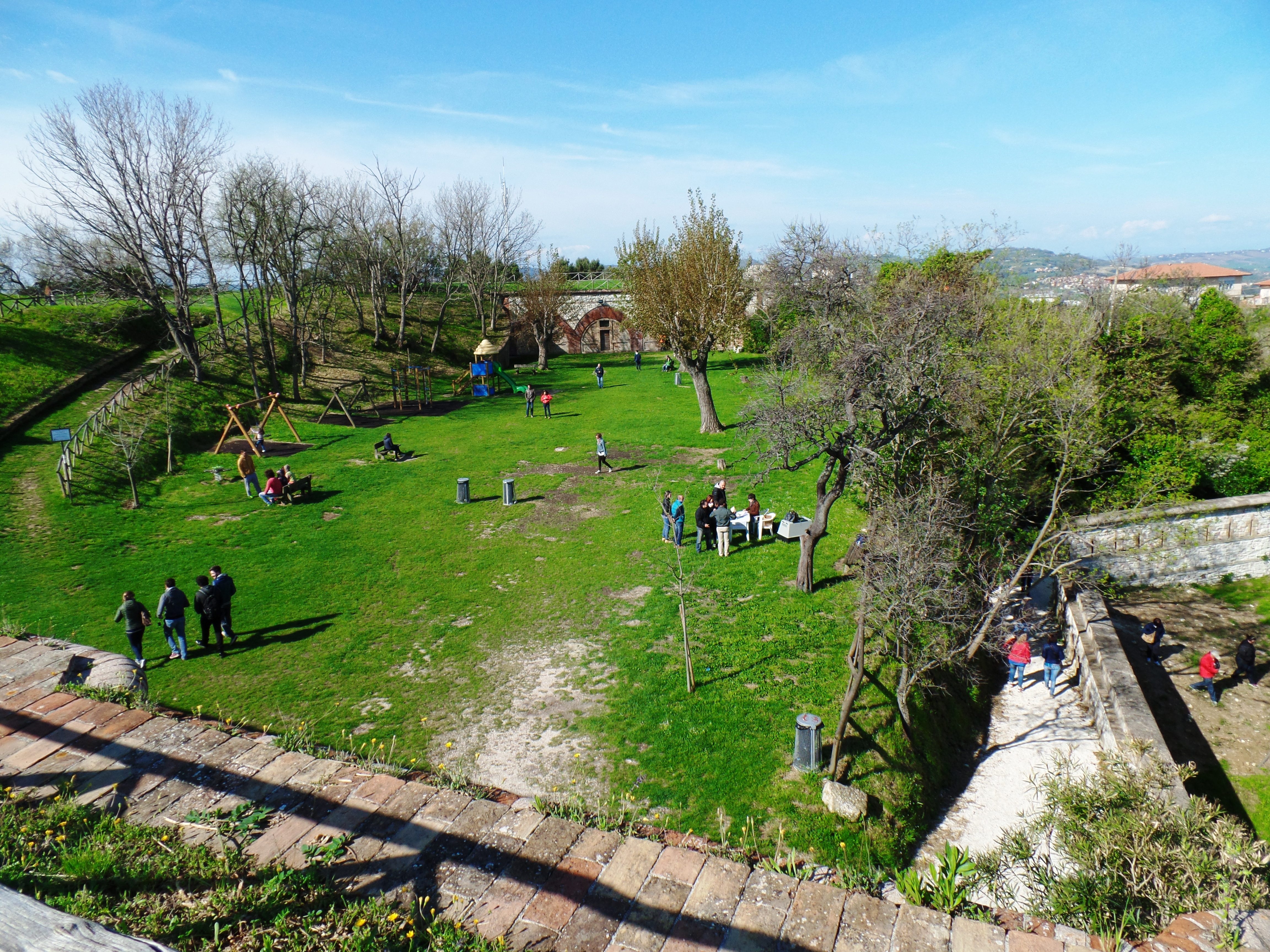
Place centrale
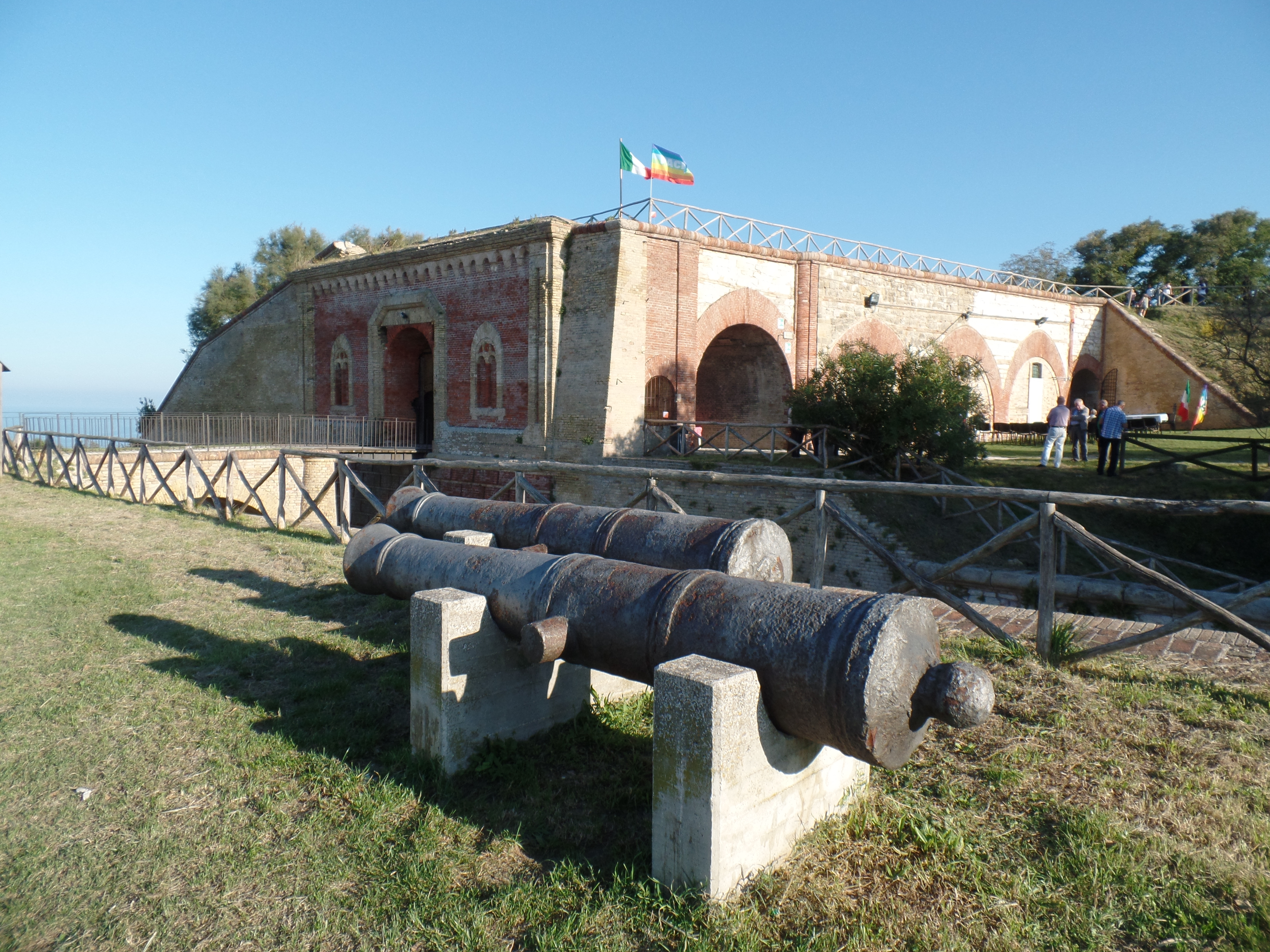
Canons